# Mitsuaki Shiga
Mitsuaki Shiga (em japonês:  志賀 光明, Shiga Mitsuaki; Maebashi, 16 de setembro de 1991) é um jogador de polo aquático japonês.

## Carreira
Shiga integrou a Seleção Japonesa de Polo Aquático que ficou em décimo segundo lugar nos Jogos Olímpicos de 2016.